# Czekanów (gromada w powiecie sokołowskim)
Czekanów – dawna gromada, czyli najmniejsza jednostka podziału terytorialnego Polskiej Rzeczypospolitej Ludowej w latach 1954–1972.
Gromady, z gromadzkimi radami narodowymi (GRN) jako organami władzy najniższego stopnia na wsi, funkcjonowały od reformy reorganizującej administrację wiejską przeprowadzonej jesienią 1954 do momentu ich zniesienia z dniem 1 stycznia 1973, tym samym wypierając organizację gminną w latach 1954–1972.
Gromadę Czekanów z siedzibą GRN w Czekanowie utworzono – jako jedną z 8759 gromad na terenie Polski – w powiecie sokołowskim w woj. warszawskim, na mocy uchwały nr VI/10/21/54 WRN w Warszawie z dnia 5 października 1954. W skład jednostki weszły obszary dotychczasowych gromad Czekanów, Kanabród i Łuzki ze zniesionej gminy Jabłonna oraz obszar dotychczasowej gromady Nowomodna ze zniesionej gminy Repki w tymże powiecie. Dla gromady ustalono 12 członków gromadzkiej rady narodowej.
29 lutego 1956 z gromady Czekanów wyłączono kolonię Ludwinów włączając ją do gromady Jabłonna Lacka w tymże powiecie; do gromady Czekanów przyłączono natomiast kolonię Szymanówka z gromady Rogów w tymże powiecie.
31 grudnia 1959 do gromady Czekanów przyłączono wieś Władysławów ze znoszonej gromady Bujały-Mikosze w tymże powiecie.
31 grudnia 1961 gromadę zniesiono, włączając jej obszar do gromad: Jabłonna (wsie Czekanów, Łuzki i Władysławów), Repki (wsie Kanabrut i Szymanówka) i Skrzeszew (wieś Nowomodna) w tymże powiecie.